# الاتصالات السلكية واللاسلكية في السلفادور
الاتصالات السلكية واللاسلكية في السلفادور تشتمل طرق التواصل الاسلكي في السلفادور على الراديو والتلفاز وكبائن الهاتف والهواتف المحمولة والانترنت المكثف على نحو رئيسي حول العاصمة سان سالفادور (San Salvador).

## الإذاعة والتلفاز
- المحطات الاذاعية: تحتوي السلفادور على المئات من المحطات المتخصصة بالبث الاذاعي التجاري ومحطة واحده فقط تابعة للبث الاذاعي الحكومي، بحسب إحصائية عام 2007·
- أجهزة الراديو: 5.75 مليون راديو، بحسب إحصائية عام 1997·
- محطات التلفاز: عدد منها مملوكة خصيصا لشبكات تلفاز وطنية مزودة بخطوط لشبكات تلفاز تبث القنوات العالمية، بحسب إحصائية عام 2007·
- أجهزة التلفاز: 5,900,881 جهاز، بحسب إحصائية عام 2005.

وتتكون مجموعة قنوات (Telecorporación Salvadoreña) أو كما تعرف بـ (TCS) من أربع محطات تلفاز، وهي محطة 2 و4 و6 و35, وتعمل مجموعات أخرى من قنوات التلفاز في الجانبي الشرقي والغربي من الدولة.
ويسمح القانون للسلطة التنفيذية باستخدام خدمة البث الطارئ لتسخير جميع البثوث وخطوط الشبكة موقتاً في بث برامج سياسية، ويستخدم الرئيس هذا الحق بين الفينة والاخرى ليسلط الضوء على إنجازاته.

## الهواتف
- مفتاح الاتصال الدولي: 503+·
- رمز الوصول الدولي: 00·
- الخطوط الثابتة: 1.1 مليون خط تستخدم وتعد السلفادور في المرتبة 74 عالميا في عدد الخطوط الثابتة المستخدمة، بحسب إحصائية عام 2012.
- الهواتف المحمولة: 8.7 مليون هاتف وتعد في المرتبة 88 عالميا، بحسب إحصائية عام 2012.وفي عام 2007 تجاوز عدد الهواتف الخلوية في الدولة عدد السكان إذ أن عدد الهواتف المحمولة كان 1.06 لكل نسمة.
- كثافة الهواتف: تجاوز عدد الهواتف المحمولة 135 هاتف لكل 100 نسمة، بحسب إحصائية عام 2011.
- شبكة الهاتف: عدد من مزودي الهواتف المحمولة في الدولة يتوسعون بسرعة، ولكن نتج عن هذا في تباطئ في خدمات الخطوط الثابتة بسبب منافسة الهواتف المحمولة، بحسب إحصائية عام 2011.
- عدد المحطات الارضية للاقمار الصناعية: واحدة وتقع في المحط الاطلسي، وتتصل بنظام الموجات الصغيره الواقع بأمريكا الوسطى، بحسب إحصائية عام 2011، وهو نطام يعتمد على موجات الراديو الصغيره التي تربط دول أمريكا الوسطى والمكسيك ببعضها البعض.[3]

## الإنترنت
- نطاق المستوى الاعلى: س ف ·
- عدد مستخدمي الإنترنت: 1.6 مليون مستخدم وتحتل المرتبة 106 عالميا بعدد المستخدمين مما يشكل 25.5% من إجمالي التعداد السكاني والذي يضعها بالمرتبة 136 عالميا بنسبة عدد مستخدمي الإنترنت، بحسب إحصائية عام 2012.
- عدد المشتركين في خطوط الإنترنت الارضية: 235,403 مشترك وتحتل السلفادور المرتبة 81 عالميا وبنسبة مشتركين تصل إلى 3.9% من إجمالي التعداد السكاني مما يضعها بالمرتبة 111 عالميا، بحسب إحصائية عام 2012.
- عدد المشتركين في الإنترنت الاسلكي: 335,716 مشترك وتحتل المرتبة 104 عالميا وبنسبة مشتركين تصل إلى 5.5% من إجمالي التعداد السكاني مما يضعها بالمرتبة 104 أيضا، بحسب إحصائية عام 2012.
- عدد من لديهم الإصدار الرابع من بروتوكول الإنترنت: 575,744 عنوان مخصص وهو اقل من 0.05% من إجمالي العالم مما يعني 94.5 عنوان لكل 1000 نسمة، بحسب إحصائية عام 2012.
- مزودي خدمات الإنترنت: ثمة 11 مزود خدمات إنترنت في السلفادور، بحسب إحصائية أُجريت مطلع عام 2005.[4]

### الرقابة والإشراف على الإنترنت
لا تقيد الحكومة السلفادورية الوصول للإنترنت بأي شكل ولا توجد أي تقارير موثوقة تثبت مراقبة الحكومة لرسائل البريد الالكتروني أو غرف الدردشة بدون إشراف قضائي، ويتشارك الافراد والمجموعات في التعبير عن ارائهم عبر الإنترنت باستخدام عدة وسائل مثل البريد الإلكتروني، ويتوفر الإنترنت في الاماكن العامة بجميع انحاء الدولة.
ويكفل الدستور حرية التعبير والصحافة وعادة ما تحترم الحكومة هذه الحقوق، ويحق للأفراد انتقاد الحكومة سراً وعلاناً بدون أن يقابلوا بالمثل وبأغلب الأوقات لا ترد الحكومة على الانتقادات التي تطالها، وفي شهر مارس من عام 2012 تعرض مالك صحيفة إلفارو (El Faro) كارلوس دادا لتهديداتٍ بالقتل على يد أعضاء عصابة كانوا غير سعيدين عن التقرير الذي تناول عقدهم لهدنه، وفي الثالث عشر من إبريل لنفس العام انتقد معهد الصحافة الدولي الحكومة السلفادورية لعدم إتخاذها أي إجراءات لحفظ سلامة صحفيين صحيفة إلفارو، وبحسب الجمعية السلفادورية للصحفيين (Salvadoran Association of Journalists) أو كما تعرف بـ (APES) ذكرت أن الاعلام يمارس رقابة ذاتية في الدولة وخصوصا عند نشر تقارير تطال العصابات وتهريب المخدرات، وصرحت الجمعية بوجود العديد من أعضاء الاعلام يخافون الغوص بتفاصيل متعلقة بهذه المواضيع وذلك بسبب خوفهم من إنتقام العصابات وجماعات تهريب المخدرات.
ويمنع الدستور السلفادوري التدخل التعسفي بالأمور الخاصة أو العائلية أو المنزلية أو الامور التي تحدث بالتراضي وعادة ما تحترم الحكومة هذه الممنوعات.

## وصلات خارجية
- هيئة الرقابة على الكهرباء والاتصالات (SIGET) باللغة الإسبانية .
- SVNet ، المسجل لنطاق.sv باللغة الإسبانية .
- تعليمات حول كيفية إرسال الرسائل القصيرة إلى السلفادور باللغة الإسبانية .
- شبكات الهاتف الخليوي GSM في السلفادور